# Cleveland (Virgínia)
|  | Per a altres significats, vegeu «Cleveland (desambiguació)». |

Cleveland és una població dels Estats Units a l'estat de Virgínia. Segons el cens del 2000 tenia 148 habitants.

## Demografia
Segons el cens del 2000, Cleveland tenia 148 habitants, 81 habitatges, i 43 famílies. La densitat de població era de 476,2 habitants per km².
Dels 81 habitatges en un 11,1% hi vivien nens de menys de 18 anys, en un 43,2% hi vivien parelles casades, en un 6,2% dones solteres, i en un 45,7% no eren unitats familiars. En el 42% dels habitatges hi vivien persones soles el 19,8% de les quals corresponia a persones de 65 anys o més que vivien soles. El nombre mitjà de persones vivint en cada habitatge era d'1,83 i el nombre mitjà de persones que vivien en cada família era de 2,45.
Per edats la població es repartia de la següent manera: un 8,8% tenia menys de 18 anys, un 6,8% entre 18 i 24, un 23% entre 25 i 44, un 28,4% de 45 a 60 i un 33,1% 65 anys o més.
L'edat mediana era de 55 anys. Per cada 100 dones de 18 o més anys hi havia 104,5 homes.
La renda mediana per habitatge era d'11.346 $ i la renda mediana per família de 14.688 $. Els homes tenien una renda mediana de 35.833 $ mentre que les dones 25.000 $. La renda per capita de la població era d'11.263 $. Entorn del 36,6% de les famílies i el 41,8% de la població estaven per davall del llindar de pobresa.

## Poblacions més properes
El següent diagrama mostra les poblacions més properes.